# Núi Koryaksky
Koryaksky or Koryakskaya Sopka (tiếng Nga: Коря́кская со́пка) là một ngọn núi lửa đang hoạt động trên bán đảo Kamchatka ở Viễn Đông Nga. Nó có thể nhìn thấy từ trung tâm hành chính của Kamchatka Krai, Petropavlovsk-Kamchatsky. Cùng với núi Avachinsky ở gần bên, nó đã được chỉ định là một núi lửa Thập niên, đáng để nghiên cứu cụ thể trong ánh sáng của lịch sử của nó về phun trào bùng nổ và sự gần gũi các khu dân cư.

## Lịch sử địa chất
Koryaksky nằm trên Vành đai lửa Thái Bình Dương, tại một thời điểm mà Mảng Thái Bình Dương trượt xuống bên dưới Mảng Á-Âu khoảng 80 mm mỗi năm. Một miếng đệm của vật liệu lớp phủ nằm giữa Mảng Thái Bình Dương đang hút chìm và Mảng Á-Âu nằm trên là nguồn năng lượng núi lửa động trên toàn bán đảo Kamchatka.
Núi lửa có lẽ đã hoạt động hàng chục ngàn năm. Các bản ghi chú địa chấn cho thấy đã có ba vụ phun trào lớn trong 10.000 năm qua, vào năm 5500 TCN, 1950 TCN và 1550 TCN. Ba vụ phun trào dường như đã chủ yếu phun trào, tạo ra những dòng dung nham rộng lớn.

## Hoạt động gần đây

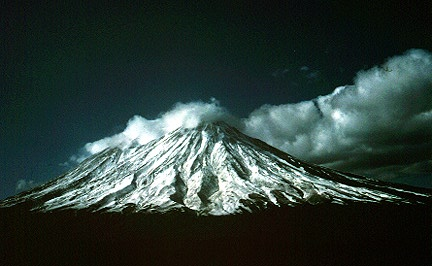
Mây hình thành trên Koryaksky

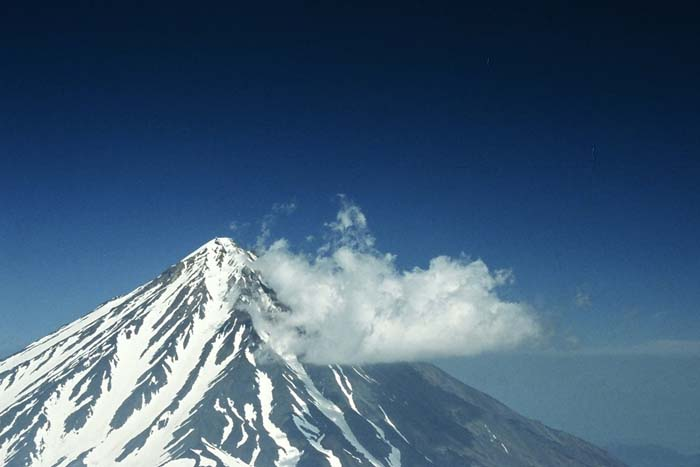
Koryaksky được nhìn từ đỉnh Avachinsky gần bên

Koryaksky bùng nổ lần đầu tiên được ghi nhận trong lịch sử vào năm 1890. Sự phun trào này được đặc trưng bởi sự phóng thích dung nham từ các khe nứt mở ra trên sườn phía tây nam của núi lửa, và bằng các vụ nổ phreatic (bùng nổ hơi nước, tro, đá). Người ta đã cho rằng nó bùng phát lại năm năm sau đó, nhưng sau này nghiên cứu lại cho thấy không có vụ phun trào đó xảy ra; những gì được cho là một cột phun trào chỉ đơn giản là hơi nước và chất khí tạo ra bởi hoạt động fumarroso (lớp đá bao bọc bị nứt)mạnh.
Một vụ phun trào bùng nổ, ngắn xảy ra vào năm 1926, sau đó núi lửa đã ngưng hoạt động cho đến năm 1956. Vụ phun trào năm 1956 bùng nổ hơn vụ phun trào trước đây, với chỉ số bùng nổ núi lửa (VEI) là 3, và tạo ra dòng chảy pyroclastic (chất khí cùng các vật liệu núi lửa) và dòng chảy bùn và mảnh vụn. Vụ phun trào vẫn tiếp tục cho đến tháng 6 năm 1957.
Vào ngày 29 tháng 12 năm 2008, Koryaksky bùng nổ với một chùm tro bụi lên tới 6.000 m (20.000 ft), vụ phun trào lớn đầu tiên trong 3.500 năm.
Nhờ sự gần gũi với Petropavlovsk-Kamchatsky, Koryaksky được chỉ định là núi lửa Thập niên cùng với núi lửa Avachinsky gần đó vào năm 1996 như là một phần của Thập kỷ Quốc tế của Liên hợp quốc về giảm nhẹ thiên tai.